# Hollow (пісня)
«Hollow» (укр. Порожнистий) — пісня латвійського співака Dons, з якою він представляв Латвію на Пісенному конкурсі Євробачення 2024 в Мальме, Швеція після перемоги на національному відборі Supernova 2024. Він зміг пройти до фіналу конкурсу, що стало першим проходом Латвії до фіналу з 2016 року.

## Про пісню
«Hollow» написали Артурс Шингірейс, Кейт Нортроп і Ліам Геддес під час табору з написання пісень в Іспанії. В інтерв'ю з Wiwibloggs Шингірейс зазначив, що пісня досліджує, як «невпевненість може тримати нас у заручниках», а інші намагаються диктувати, як людина має жити. Співак порівнює кульмінацію тиску як «велику кулю тягаря», і єдина ситуація при знятті цієї ваги — це знайти надію. Пізніше Шингірейс заявив, що без жодної надії «ми приречені… Я не міг би заспівати пісню без надії, тому що це було б для мене надто депресивним».
«Hollow» була випущена 2 січня 2024 року — припускалося, що пісня потрапить у Supernova 2024, латвійський національний відбір для Євробачення 2024. Через сім днів сингл був офіційно оголошений конкурсною піснею для нацвідбору.

### Музичний кліп та просування
Разом із релізом пісні вийшов супровідний кліп. Для подальшого просування «Hollow», Dons у березні 2024 року відкрив продажі мерчу. Він також взяв участь у різноманітних пре-паті Євробачення, зокрема London Eurovision Party 2024, Barcelona Eurovision Party 2024, Pre-Party ES 2024 в Мадриді, Eurovision in Concert 2024 в Амстердамі та Nordic Eurovision Party 2024 в Стокгольмі.

## Пісенний конкурс Євробачення 2024

### Supernova 2024
Латвійська телекомпанія Latvijas Televīzija (LTV) організувала відбір Supernova 2024, що складався з 15 учасників, щоб вибрати представника для Пісенного конкурсу Євробачення 2024. Відбір проходив у два раунди: усі 15 пісень змагалися у півфіналі, де 10 найкращих проходили у великий фінал. У фіналі шляхом голосування журі та телеглядачів 50/50 визначався переможець.
9 січня 2024 року «Hollow» була офіційно оголошена учасником Supernova 2024. 3 лютого Dons виступив під 11 номером у півфіналі та пройшов у фінал. де 10 лютого переміг як за результатами телеголосування, так і голосування журі. Зрештою пісня «Hollow» отримала право представляти Латвію на Євробаченні 2024.

### На Євробаченні
Пісенний конкурс Євробачення 2024 відбудеться на Мальме-Арені в Мальме, Швеція, і складатиметься з двох півфіналів, які пройшли 7 і 9 травня відповідно, і фіналу 11 травня 2024 року. 
Під час жеребкування 30 січня 2024 року Латвія потрапила до другої половини другого півфіналу шоу та виступила дев'ятою. Пісня «Hollow» посіла 7 місце у півфіналі зі 72 балами від глядачів, з яких найвищі 12 балів – від Естонії, і кваліфікувалася до фіналу. Так, Латвія уперше після 2016 року пройшла до фіналу Євробачення. 

У фіналі Dons виконав свою пісню одинадцятими, здобув 28 балів від глядачів (16 місце) і 36 балів від журі (15 місце) та фінішував на підсумковому 16 місці зі 64 балами.

Фрагменти виступу на Євробаченні 2024
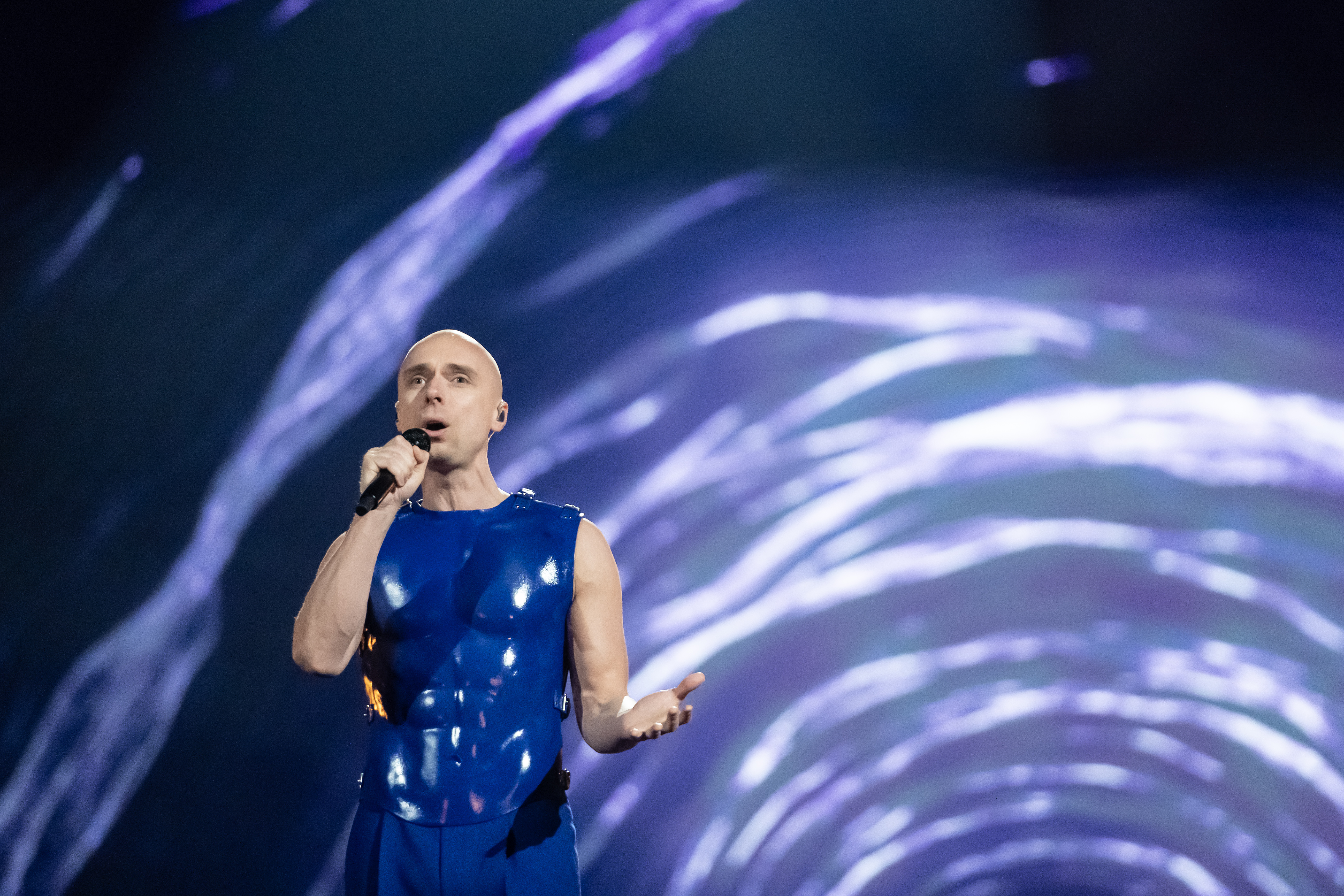
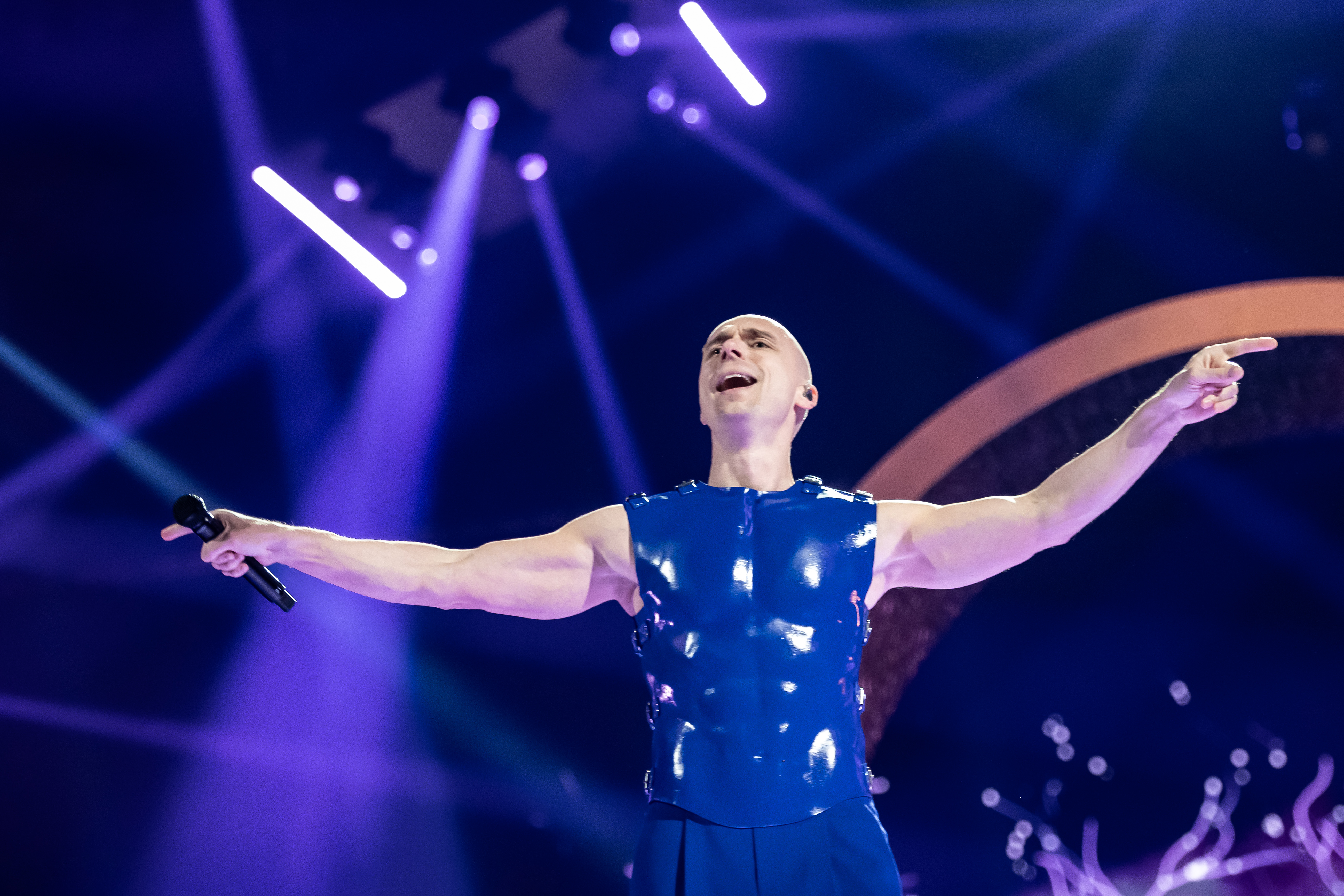
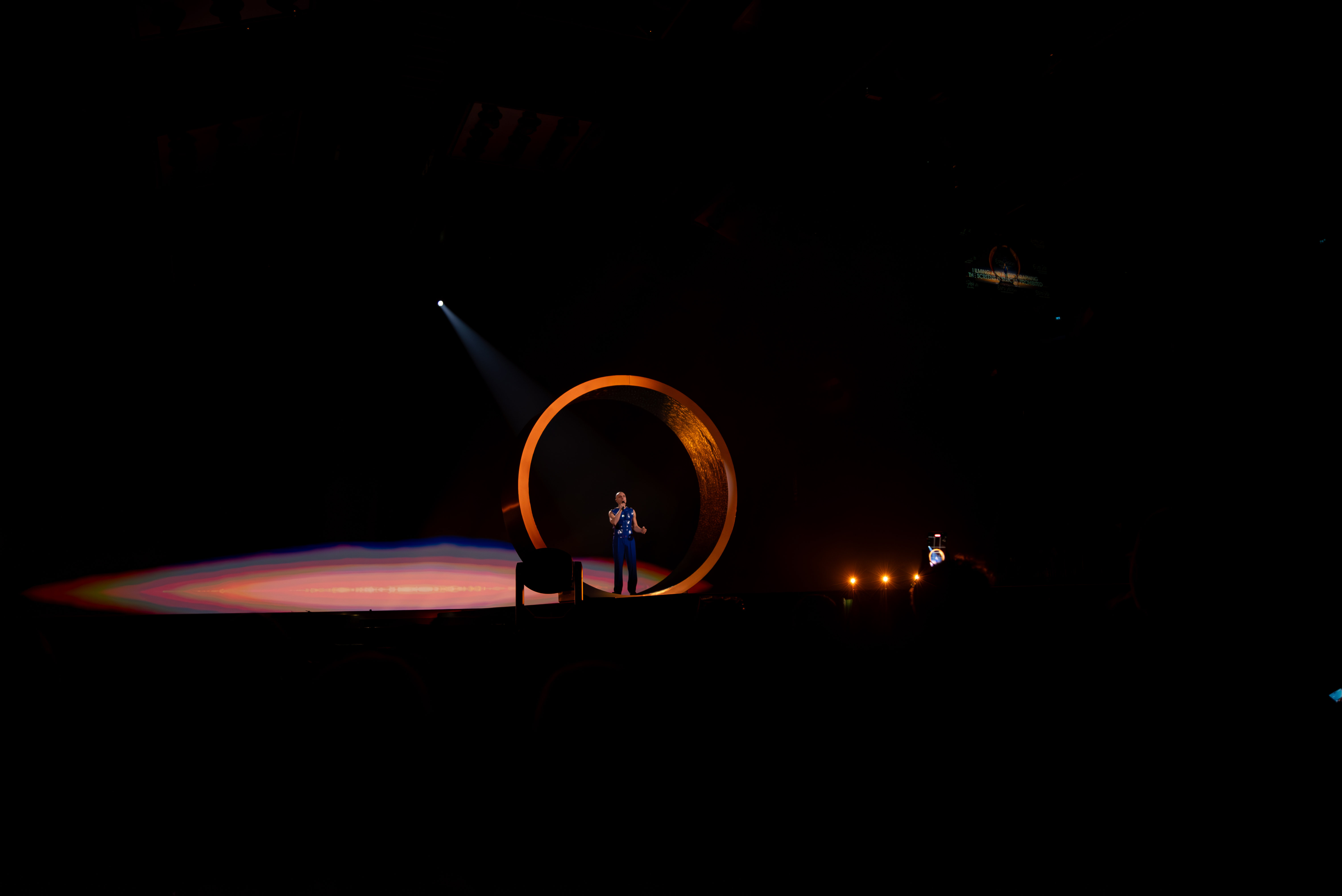
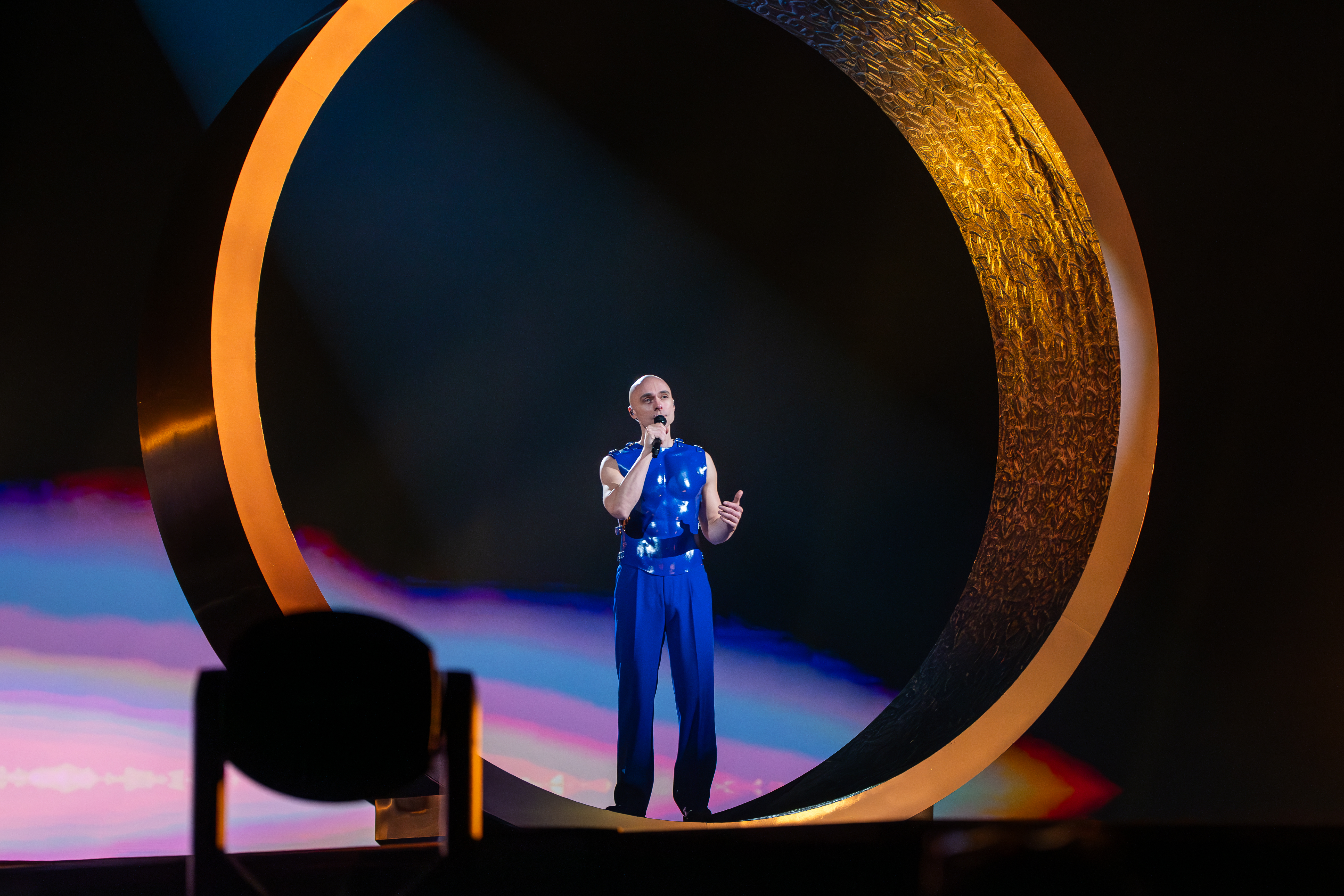
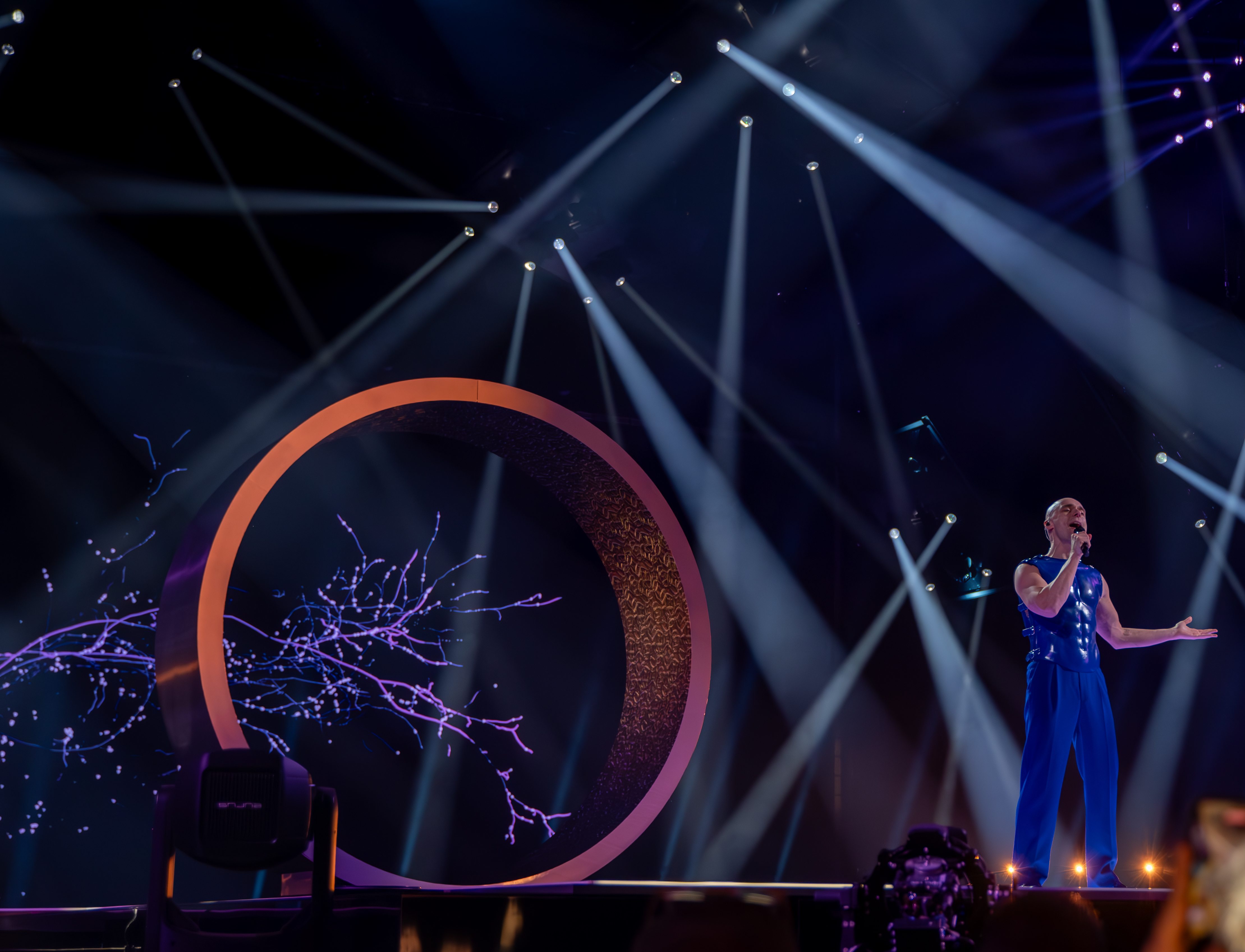
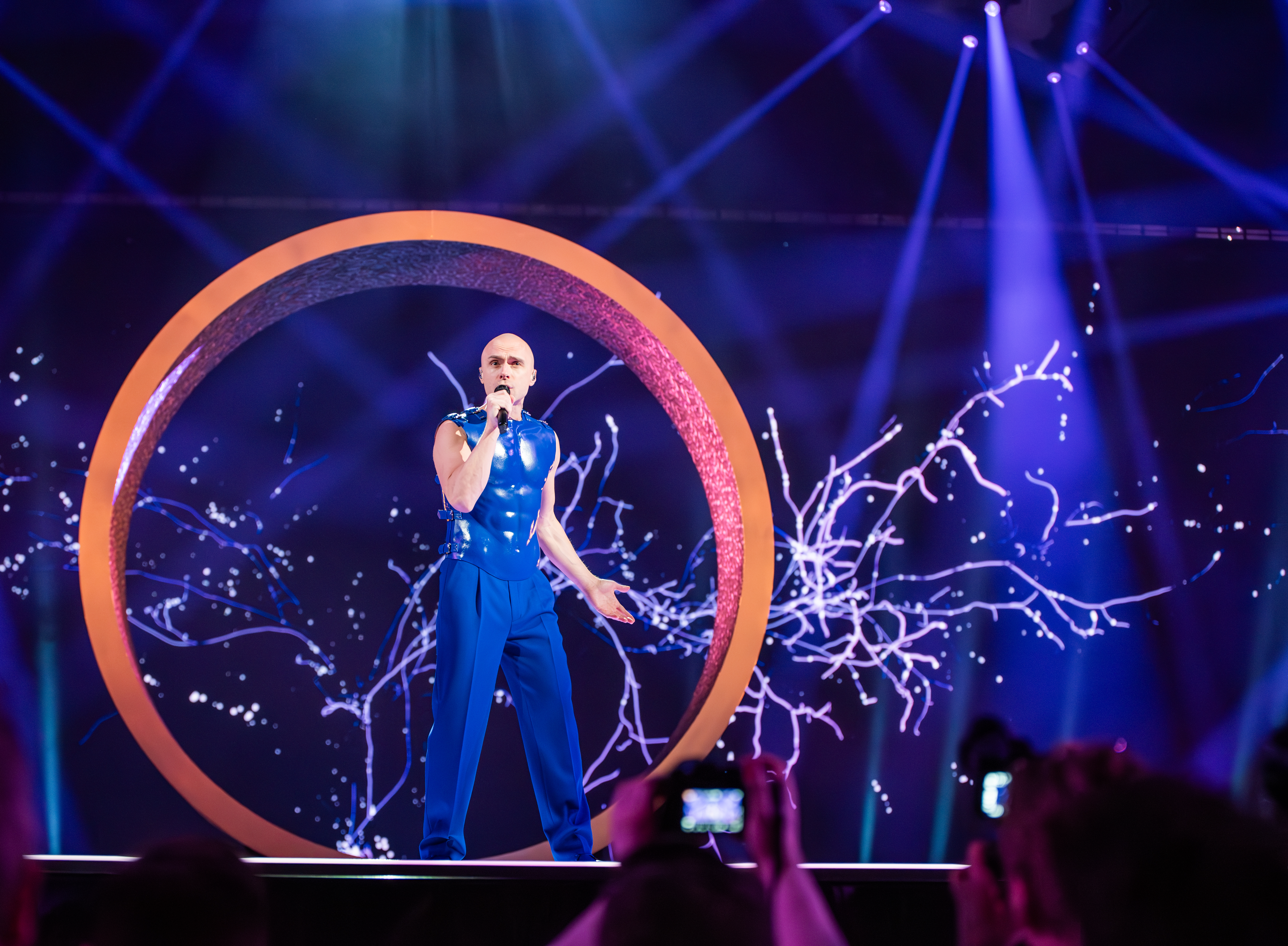